# Turzec (góra)
Turzec (niem. Schubertberg) – góra w Górach Ołowianych w paśmie Gór Kaczawskich o wysokości 684 m n.p.m., na niektórych mapach 690. Zbudowana jest z zieleńców i łupków zieleńcowych, które tworzą liczne skałki na grzbiecie i zboczach (najbardziej popularne to Grzebień i Popiel). Występujące tu skały należą do jednostki geologicznej zwanej metamorfikiem kaczawskim. Na północnym stoku znajdują się źródła Kaczawy. Zbocza i szczyt zarośnięte lasem świerkowym.